# 天主教太特教區
天主教太特教區（拉丁語：Dioecesis Tetiensis）是莫桑比克一個羅馬天主教教區，屬貝拉總教區。
教區成立於1970年6月19日，位於太特省，2010年有教友267,492人（佔轄區總人口16.8%）、廿六個堂區、卅六名司鐸。現任教區主教為迪亞曼蒂諾·瓜波·安圖內斯。